# Hammerbach (Breg)
Der Hammerbach ist ein unter diesem Namen nur 1,5 Kilometer langer Fluss im östlichen Schwarzwald. Er entsteht aus zwei Quellflüssen beim zur Stadt Vöhrenbach gehörenden Ort Hammereisenbach-Bregenbach (Schwarzwald-Baar-Kreis, Baden-Württemberg). Noch dort mündet er von rechts in den Donau-Quellfluss Breg, dessen wasserreichster Nebenfluss er ist. 

## Verlauf
Am westlichen Ortsrand von Hammereisenbach-Bregenbach laufen der von rechts und Südosten kommende Eisenbach mit der von links und Nordwesten kommenden Urach zum Hammerbach zusammen. Dieser durchläuft die Ortschaft ostwärts, nimmt darin den etwa einkilometrigen Übertalbach von rechts auf und mündet dann selbst am anderen Ortsende von rechts in die Breg.
Da der Eisenbach der zwar etwas kürzere, aber mit 0,88 m³/s gegenüber 0,65 m³/s wasserreichere Oberlauf des Hammerbachs ist, gilt er hydrologisch als Hauptstrang des Flusssystems und teilt mit dem gemeinsamen Unterlauf Hammerbach die amtliche Fließgewässerkennzahl. Der Hammerbach wird deshalb zuweilen zum Eisenbach gerechnet – zuweilen aber auch zur Urach wegen deren größerer Länge.

## Quellbäche und Zuflüsse
Zusammenfluss des Hammerbachs aus Eisenbach und Urach, auf 770,3 m ü. NN am westlichen Ortsrand von Hammereisenbach-Bregenbach. Der Hammerbach fließt östlich durchs Dorf.
- Eisenbach, rechter Quellbach, 9,2 km (bzw. hydrologisch 11,3 km[7]) und 33,7 km².
- Urach, linker Quellbach, 11,0 km und 20,3 km².
- Kanalabgang, nach links.
- Übertalbach, von rechts, 1,1 km. Entsteht auf etwa 920 m ü. NHN.
- Kanalrücklauf, von links kurz nach dem vorigen, 0,5 km.

Mündung des Hammerbachs auf unter 750 m ü. NN am östlichen Ortsrand von rechts und Osten in die obere Breg.